# Mar Michael
Mar Michael (arabe : مار مخايل (المتن) est un village libanais directement collé au village de Bnabil.
Ce village est donc situé dans le caza du Metn au Mont-Liban au Liban. La population est presque exclusivement chrétienne.